# Heinz Angermeier
Heinrich „Heinz“ Angermeier (* 11. April 1924 in Vilsbiburg; † 7. Dezember 2007 in Regensburg) war ein deutscher Historiker.

## Leben und Wirken
Nach Handwerkslehre, Kriegsdienst und dem Begabtenabitur 1948 studierte Angermeier Geschichte, Philosophie und Germanistik an der Universität München, an der er 1954 bei Johannes Spörl mit einer ungedruckt gebliebenen Arbeit über den Ordnungsgedanken in den Schriften der spätmittelalterlichen Reichsreform promoviert wurde. Anschließend arbeitete er als Verwaltungsangestellter der Historischen Kommission bei der Bayerischen Akademie der Wissenschaften und dort seit 1959 als wissenschaftlicher Mitarbeiter für die Mittlere Reihe der Reichstagsakten, zuständig für die Edition der Akten des Wormser Reichstags von 1495. 1965 ging Angermeier als Assistent von Friedrich Hermann Schubert an die Universität Kiel, an der er sich im selben Jahr mit der Arbeit Königtum und Landfriede im deutschen Spätmittelalter habilitierte. Von 1968 bis 1990 war er ordentlicher Professor an der Universität Regensburg, seit 1974 ordentliches Mitglied der Historischen Kommission, bei der er nach Schuberts Tod die Mittlere Reihe der Reichstagsakten leitete. Unter seiner Leitung erschienen die Editionen zu den Reichstagen 1486, 1487, 1491–1493, 1495, 1496–1498 und 1505. Von 1986 bis 2003 war er zudem Abteilungsleiter der Reihe Reichsversammlungen 1556–1662, mit der das Editionsprojekt – auf seine Anregung hin – über das Jahr 1555 hinausgeführt wird.
Angermeiers Forschungsschwerpunkt war die Geschichte des Heiligen Römischen Reiches, insbesondere das Spätmittelalter, das Königtum und die Reichsreform. Als Stipendiat des Historischen Kollegs 1981/82 verfasste er sein Opus magnum Die Reichsreform 1410–1555. Die Staatsproblematik in Deutschland zwischen Mittelalter und Gegenwart, in dem er die Summe vieler Spezialstudien zu diesem Themenfeld zog. Seine wichtigsten Aufsätze sammelte er in dem 1991 veröffentlichten Band Das Alte Reich in der deutschen Geschichte. Studien über Kontinuitäten und Zäsuren, nach dessen Erscheinen Angermeier noch eine grundlegende Abhandlung über Melchior Khlesl veröffentlichte. Für Max Spindlers Handbuch der bayerischen Geschichte bearbeitete Angermeier die Epoche Ludwigs IV. Schwerpunkt seiner wissenschaftlichen Arbeit war immer die Reichstagsaktenforschung, zu der er die Editionen der Akten der Reichstage zu Frankfurt 1486 und Worms 1495 beisteuerte. Daneben trat der literarisch und philosophisch interessierte Angermeier mit historisch reflektierenden Publikationen hervor (Geschichte und Gegenwart und Deutschland als politisches Rätsel); 1995 veröffentlichte er sogar einen Band mit lyrischen Texten.
1984 wurde er mit der Albertus-Magnus-Medaille der Stadt Regensburg und 2001 mit dem Bundesverdienstkreuz am Bande geehrt.

## Schriften (Auswahl)
- Königtum und Landfriede im deutschen Spätmittelalter. Beck, München 1966.
- Geschichte oder Gegenwart. Reflexionen über das Verhältnis von Zeit und Geist. Beck, München 1974, ISBN 3-406-05096-4.
- Reichsreform und Reformation (= Schriften des Historischen Kollegs. Vorträge. Bd. 5). Historisches Kolleg, München 1983 (Digitalisat).
- Die Reichsreform 1410–1555. Die Staatsproblematik in Deutschland zwischen Mittelalter und Gegenwart. C. H. Beck, München 1984, ISBN 3-406-30278-5.
- Gesichter der Landschaft – Landschaften des Gesichts. Lyrische Texte. Alkyon-Verlag, Weissach im Tal 1995, ISBN 3-926541-51-2.
- Deutschland als politisches Rätsel. Gegenwartsanalysen und Zukunftsperspektiven repräsentativer Zeitgenossen des 20. Jahrhunderts. Königshausen & Neumann, Würzburg 2001, ISBN 3-8260-2172-X.

Herausgeberschaften
- unter Mitarbeit von Reinhard Seyboth: Säkulare Aspekte der Reformationszeit (= Schriften des Historischen Kollegs. Kolloquien. Bd. 5). Oldenbourg, München 1983, ISBN 3-486-51841-0. (Digitalisat)
- mit Erich Meuthen: Fortschritte in der Geschichtswissenschaft durch Reichstagsaktenforschung (= Schriftenreihe der Historischen Kommission bei der Bayerischen Akademie der Wissenschaften Band 35). Vandenhoeck & Ruprecht, Göttingen 1988, ISBN 3-525-35935-7 (Digitalisat).

Aufsatzsammlung
- Das alte Reich in der deutschen Geschichte. Studien über Kontinuitäten und Zäsuren. Oldenbourg, München 1991, ISBN 3-486-55897-8 (bündelt neunzehn Aufsätze und Abhandlungen aus den Jahren 1957/91)

## Editionen
- Carl Theodor Gemeiner: Regensburgische Chronik. Unveränderter Nachdruck der Originalausgabe 1800–1824, eingeleitet von Heinz Angermeier. C. H. Beck, München 1971.
- Deutsche Reichstagsakten unter Maximilian I. Reichstag von Frankfurt 1486. (2 Teilbände) Vandenhoeck & Ruprecht, Göttingen 1989, ISBN 3525354037.
- Deutsche Reichstagsakten unter Maximilian I. Reichstag von Worms 1495. (3 Teilbände) Vandenhoeck & Ruprecht, Göttingen 1981, ISBN 3525354061.